# 384 (tal)
384 är det naturliga talet som följer 383 och som följs av 385.

## Inom vetenskapen
- 384 Burdigala, en asteroid.

## Inom matematiken
- 384 är ett jämnt tal
- 384 är ett sammansatt tal
- 384 är ett ymnigt tal